# Phil Foglio
Phil Foglio (Mount Vernon, 1º maggio 1956) è un fumettista e disegnatore statunitense, famoso per i suoi lavori umoristici di fantascienza e fantasy.

## Biografia
Foglio ha frequentato l'Università DePaul a Chicago ed è stato membro del club di fantascienza dell'università, fungendo da co-redattore e da direttore artistico della fanzine del gruppo, Effen Essef. Dopo aver vissuto nei dormitori della DePaul per alcuni anni, Phil si è spostato nel quartiere Rogers Park di Chicago ed ha tenuto settimanalmente dei raduni ogni giovedì notte per i fan della fantascienza nell'area di Chicago.
Foglio ha vinto due Premio Hugo come Best Fan Artist nel 1977 e nel 1978. Negli anni ottanta ha scritto ed illustrato una striscia dal titolo What's New? per Dragon Magazine edito dalla TSR,  in cui satireggiava il mondo dei giochi di ruolo. Questa vetrina gli ha fatto guadagnare una considerevole fama all'interno della community dei giocatori. La striscia è stata scritta mensilmente per tre anni.
Phil ha anche disegnato i primi demoni Unix per una serie limitata di T-shirt nel 1979  . Nello stesso periodo ha iniziato ad illustrare la serie di romanzi fantasy MythAdventures scritta da Robert Lynn Asprin, e ha continuato ad illustrare nuovi romanzi come appaiono nelle edizioni brossurate.
Nei primi anni ottanta ha formato una compagnia di fumetti indipendente dal nome ffantasy ffactory con il disegnatore/scrittore di fantascienza Freff e l'editrice di libri di fantascienza Melissa Ann Singer. Lavorando sotto gli input ricevuti da Chris Claremont, Phil e Freff hanno scritto e disegnato un singolo numero di un titolo fantascientifico/storico chiamato D'Arc Tangent prima di terminare la loro collaborazione nel 1984. 
Da quel momento Phil ha continuato ad adattare il primo volume della serie MythAdventures, Another Fine Myth, in una serie di fumetti di otto numeri edita dalla WaRP Graphics. Questo lo ha portato a lavorare su varie altre opere nel mondo dei fumetti, compresi alcuni fumetti per la DC Comics, Marvel Comics e First Comics, così come suoi lavori come Buck Godot.
Negli anni novanta ha conosciuto e sposato sua moglie Kaja: entrambi hanno contribuito ai disegni per il gioco di carte collezionabili Magic: l'Adunanza della Wizards of the Coast (e ripreso a scrivere la striscia What's New? per la rivista Duelist della Wizards of the Coast). Foglio è anche il cofondatore della Palliard Press e ha pubblicato ulteriori fumetti, compresi una nuova serie di Buck Godot e la bizzarra serie erotica XXXenophile.
La famiglia Foglio in seguito ha fondato gli Studio Foglio ed ha iniziato a produrre la serie retro-fantasy Girl Genius. Nel 2005, i Foglio sono diventati i primi  creatori a dichiarare che stavano per abbandonare la pubblicazione tradizionale di 'fumetti' periodici e da allora in poi hanno spostato online Girl Genius, sotto forma di webcomic, che continuano ad aggiornare tre volte a settimana. Questo modello di affari si è dimostrato un successo sbalorditivo, che ha aumentato di otto volte il loro giro di lettori, ed ha triplicato le loro vendite durante il primo anno.
Phil Foglio ricopre regolarmente il ruolo di Master of Ceremonies della masquerade organizzata durante il Comic-Con International. Nel tentativo di mantenere cortese il pubblico, solitamente egli lo placa lasciandolo gridare i numeri del costume/entrata. Questo è un tentativo abbastanza vano per farli partecipare in questa maniera piuttosto che farli urlare abusi a partecipanti ben poco stellari. In passato, è stato chiesto ad attori come Robert Trebor di presentare l'evento: tuttavia, l'atteggiamento più austero di Foglio e un'insistenza ostinata che la folla mostri un minimo di buona educazione sembrano essere una formula di successo.